# Hyperchromicity

Đường cong nóng chảy của axit nucleic cho thấy tính siêu âm là một hàm của nhiệt độ

Hyperchromicity là sự tăng độ hấp thụ (mật độ quang) của vật liệu. Ví dụ nổi tiếng nhất là tính siêu âm của DNA xảy ra khi song ánh DNA bị biến tính. Sự hấp thụ tia cực tím tăng lên khi hai chuỗi DNA đơn lẻ được tách ra, bằng nhiệt hoặc bằng cách thêm chất khử màu hoặc bằng cách tăng độ pH. Ngược lại, sự giảm độ hấp thụ được gọi là hypochromomatic.

## Hyperchromicity trong quá trình biến tính DNA
Sự biến tính nhiệt của DNA, còn được gọi là sự tan chảy, làm cho cấu trúc xoắn kép bị giãn ra để tạo thành chuỗi DNA đơn. Khi DNA trong dung dịch được làm nóng trên nhiệt độ nóng chảy của nó (thường là hơn 80 °C), DNA sợi kép tách ra để tạo thành DNA sợi đơn. Các cơ sở trở nên không bị cản trở và do đó có thể hấp thụ nhiều ánh sáng hơn. Ở trạng thái tự nhiên, các base DNA hấp thụ ánh sáng trong vùng bước sóng 260 nm. Khi các base trở nên không bị cản trở, bước sóng của độ hấp thụ cực đại không thay đổi, nhưng lượng hấp thụ tăng 37%. Một chuỗi DNA sợi kép phân tách thành hai chuỗi đơn tạo ra sự chuyển tiếp hợp tác sắc nét.
Hyperchromomatic có thể được sử dụng để theo dõi tình trạng của DNA khi nhiệt độ thay đổi. Nhiệt độ chuyển tiếp / nóng chảy (Tm) là nhiệt độ trong đó độ hấp thụ của tia UV là 50% giữa mức tối đa và tối thiểu, tức là 50% DNA bị biến tính. Nồng độ cation đơn trị tăng gấp 10 lần làm tăng nhiệt độ lên 16,6 oC.
Hiệu ứng hyperchromic là sự gia tăng đáng kể về độ hấp thụ của DNA khi biến tính. Hai chuỗi DNA được liên kết với nhau chủ yếu bởi các tương tác xếp chồng, liên kết hydro và hiệu ứng kỵ nước giữa các cơ sở bổ sung. Liên kết hydro giới hạn sự cộng hưởng của vòng thơm nên độ hấp thụ của mẫu cũng bị hạn chế. Khi chuỗi xoắn kép DNA được xử lý bằng các tác nhân biến tính, lực tương tác giữ cấu trúc xoắn kép bị phá vỡ. Chuỗi xoắn kép sau đó phân tách thành hai sợi đơn có cấu trúc cuộn ngẫu nhiên. Tại thời điểm này, sự tương tác giữa các base sẽ bị giảm, làm tăng độ hấp thụ tia cực tím của dung dịch DNA vì nhiều base ở dạng tự do và không hình thành liên kết hydro với các base bổ sung. Do đó, độ hấp thụ đối với DNA sợi đơn sẽ cao hơn 37% so với DNA sợi kép ở cùng nồng độ.